# NGC 7820
NGC 7820 је лентикуларна галаксија у сазвежђу Рибе која се налази на NGC листи објеката дубоког неба.
Деклинација објекта је + 5° 11' 59" а ректасцензија 0h 4m 30,9s. Привидна величина (магнитуда) објекта NGC 7820 износи 13,0 а фотографска магнитуда 13,9. NGC 7820 је још познат и под ознакама UGC 28, MCG 1-1-22, CGCG 408-21, PGC 307.